# Jakob Stegelmann
Jakob Krøyer Stegelmann (født 28. december 1957) er en dansk forfatter, foredragsholder, redaktør, filmanmelder og tv-vært. Han er nok mest kendt for tv-programmet Troldspejlet, som han har været vært på siden begyndelsen i 1989. Han var ligeledes vært på filmmagasinet Planet X, der beskæftigede sig med gamle B-film og blev sendt 2005-2006.
Derudover er han med på redaktionen, der står bag tv-programmet Disney Juleshow og tidligere Disney Sjov.

## Opvækst og tidlige år
Han er søn af Jørgen Stegelmann, der var rektor på Krebs' Skole, og Bodil Stegelmann der var lærer samme sted. Han blev født på øverste etage af Krebs' Skole, hvor familien havde en lejlighed på tredje etage. Efter lukketid brugte han skolen som legeplads.
Hans far anmeldte desuden film til Berlingske Tidende i en årrække, og Jakob Stegelmann har siden bidraget med et stort antal artikler og anmeldelser til samme dagblad. Sine første filmanmeldelser skrev han til Berlingske i en alder af 15-16 år. Han blev student fra Østre Borgerdyd Gymnasium i 1976.
Som barn tjente han desuden penge ved at cykle rundt med sin filmfremviser og sin samling af Super 8-film, som han viste til børnefødselsdage. På dette tidspunkt var det ikke normalt at kunne vise film i private hjem. Hvis fremviseren gik i stykker hjalp hans far med hurtigt at få den kørt til nærmeste by for at få den repareret.

## Karriere

### Begyndende karriere (1980'erne)
Allerede mens han gik i gymnasiet begyndte Jakob Stegelmann som redaktør på filmtidsskriftet Filmsamleren som blev udgivet fra 1975-1984. Samtidig åbnede han specialbutikken Panoptikon, der solgte 8 mm-film. Den lå på Lille Triangel i København, men måtte lukke i 1981 som følge af konkurrencen fra VHS-film.
I 1976 begyndte han på Københavns Universitet for at læse filmvidenskab, men han droppede snart ud igen. Han forsøgte igen i 1980, men stoppede atter som følge af det "politiske miljø, og at man så meget få film". Han fik lov at redigere det ugentlige Så er der tegnefilm i 1980, som bestod af amerikanske tegnefilm i 25 min., som blev sendt lørdag aften. Programmet havde meget høje seertal, hvilket kom bag på DR. Samme år stod han bag Filmsamlerfestival 80. Han redigerede også programmet Så er der forfilm, som viste gamle serials. 'Så er der tegnefilm blev produceret frem til 1991.
Fra 1982-1985 var han produktionsleder på tegnefilmen Valhalla (1986), et projekt han tog initiativ til sammen med filmens instruktør, og som hovedsageligt blev tegnet af animatorer uddannet på parrets tegnefilmskole (de samme der senere grundlagde selskabet A Film og markerede et afgørende generationsskifte i dansk animation).
Han var en del af produktionsholdet på Otto er et næsehorn fra 1983, hvor han var med til at designe titlen.
Fra 1983 til 2001 redigerede han Filmårbogen, der blev udgivet hvert år fra Forlaget Carlsen. Fra 1997 og fremefter foregik det i samarbejde med Peter Risby Hansen, der siden overtog.

### Troldspejlet
I 1989 startede han det nye program Troldspejlet på DR1, hvor han anmelder nye film, børne- og ungdomslitteratur, tegneserier, tegnefilm og ikke mindst computerspil. Det var vigtigt for Stegelmann, at der skulle være et studiemonster, og at værten ikke skulle spille guitar, som det var tilfældet med alle andre børneprogrammer i 1980'erne. Oprindeligt skulle det havde heddet Mediemagasinet, men titlen blev ændret til Troldspejlet. Det fik hurtigt et seertal på et sted mellem 100.000 og 150.000. Det er det program, der har været sendt i tredje længst tid DR, næst efter TV Avisen og Søren Ryge præsenterer.
Rettighederne til Troldspejlet er ejet af Stegelmann, mens DR ejer udnyttelsesretten. I 2004 ønskede DR at flytte deres børne- og unge-afdeling til Aarhus, hvilket inkluderede Troldspejlet. Om planerne udtalte Stegelmann "Alt det, vi laver, er forankret i København og endnu større byer. Det vil være fuldstændig vanvittigt at bo et andet sted. Hvis DR insisterer på at producere Troldspejlet i Århus, står vi af". Jacob Riising, vært på børneprogrammet Amigo truede ligeledes med at stoppe, hvis planerne blev gennemført. I dag er produktionen af programmet blevet flyttet til en kælder i Valby fordi det var "mere fleksibelt og effektivt", idet der således ikke er brug for stylister, lysfolk og kulisser der skal pakkes ned. Det produceres af Stegelmann selv og hans kollega Troels Møller. Studierne hos DR skulle desuden bookes lang tid i forvejen, og det passede ikke til produktionen.
Programmet har været sendt ugentligt på DR1, men er, siden børnekanalen DR Ramasjang blev lanceret, også blevet sendt her. I 2015 valgte DR dog at ændre formatet, således at det frem for de ugentlige programmer blev sendt en række temaprogrammer hver måned. De almindelige anmeldelser blev herefter givet i en kortere form i mindre nyhedsudsendelser. Således begyndte DR Ultra at give plads i hele eller halve dage, hvor der meget grundigt kunne dykkes ned i forskellige emner.
Det materiale, som bliver anmeldt i Troldspejlet, er ikke alt sammen noget, som Stegelmann har gennemgået, da han ikke har tid til at spille alle spillene, se alle filmene eller læse alle tegneserierne og bøgerne, som bliver gennemgået hvert år.

### 1990'erne - nu
Stegelmann skrev programmet Gotha - kult, kitch og b-film i 1996 sammen med Palle Strøm, der blev et seer-hit på den nystartede tv-kanal DR2. Han var medarrangør af animationsfestivalen Animani 96 dette år.
Stegelmann har en birolle i Toy Story 3 fra 2010, hvor han lægger stemme til en trold i en æske. I 2012 lagde han stemme til Hr. Litwak, der er den venlige bestyrer af arkadehallen, i animationsfilm Vilde Rolf.
Jakob Stegelmann har flere gange været vært ved koncerter, hvor der spilles filmmusik, blandt andet med Aalborg Symfoniorkester i 2014 og med DR Symfoniorkestret i 2017. Han står bag en hjemmeside med materiale om "den kulørte kulturs verden"; her har han i 2017 introduceret to podcasts: "Stegelcast" og "Planet X".
Stegelmann er chefindkøber af børneprogrammer på DR.

## Hædersbevisninger
Troldspejlet har skaffet Stegelmann en stor fangruppe af personer, som har set programmet som børn. Han har oplevet, at en ung mand, der var fan af Troldspejlet er faldet på knæ foran ham på en togstation. Ligeledes har fans oprettet forskellige hyldestsider på internettet med fantasifuld "fakta" om Jacob Stegelmann i stil med Chuck Norris-facts, men med forskellige referencer til superhelte, tegneserier og film. Om de dedikerede fans har Stegelmann udtalt "Jeg har det fint med at blive slået til ridder af mine egne. Jeg håber bare ikke, jeg skuffer dem".
I 1996 modtog Jakob Stegelmann Sleipners Kulturpris fra Rollespillernes Landsforening Sleipner.
I 1998 modtog han Børnebibliotekarernes Kulturpris. Samme år modtog han også Børnefilmprisen Pråsprisen i 1998.
I 2006 modtog han på D3Expo-messen som den første computerspilsprisen Nordic-Game.
I 2011 modtog han Klods Hans-prisen for 2010, som er en pris til "anerkendelse for en særlig indsats for at udbrede kendskabet til børnelitteraturen til en større kreds af læsere".
I 2012 modtog han DR's Sprogpris for sit arbejde i Troldspejlet. Ifølge DR's sprogredaktør Martin Kristiansen fik han prisen, da "han udstråler en stor troværdighed og en ægte interesse for de emner, "Troldspejlet" beskæftiger sig med."
I 2013 modtog han en ærespingpris for "hans velovervejede, indlevende og øjenåbnende formidling af tegneserier gennem mere end et kvart århundrede."
Ved Danske Jazz, Beat og Folkemusik Autorers prisuddeling den 13. september 2017 hyldede landets komponister og sangskrivere Stegelmann med en særpris, som han modtog for sit arbejde med Troldspejlet hvor han gør et stort arbejde for at, "formidle film og computerspil – og for ofte at lægge vægt på musikkens rolle." Han blev også hædret for at have præsenteret flere koncerter med filmmusik, samt to gange i 2017, hvor han i DR Koncerthuset har præsenteret koncerter med musik fra computerspil som Journey, Assassin's Creed, Skyrim, Final Fantasy og Halo. Stegelmann udtalte at prisen gjorde ham både "meget stolt og glad".

## Synspunkter
Efter eget udsagn har han haft ideer til både Star Wars, Toy Story og Avatar før de blev lavet, og ville gerne have instrueret film.
Hans idoler er bl.a. Walt Disney, George Lucas, Tex Avery, Buster Keaton, W.C. Fields, Matt Groening. Ifølge ham selv så skulle Robert Downey Jr. spille Stegelmann, hvis der skulle laves en film om ham.
Stegelmanns danske favorittegneserie er Valhalla, som ifølge ham sagtens kan hamle op med Marvel Comics' tegneserie Thor.
Stegelmann har kritiseret avisernes kultursektion og kaldte dem for reaktionære, fordi de kun fokuserer på scenekunst og andre klassiske kunstarter og aldrig skiver om computerspil og lignende.
 Hvis aviserne havde bare en anelse situationsfornemmelse, ville de droppe de grotesk overdimensionerede omtaler af museal scenekunst og i stedet kaste sig over spilskabere som Markus Persson.

 — Jakob Stegelmann
I et debatindlæg i Politiken i 2013 i forbindelse med Lærerlockouten 2013 kaldte Stegelmann heldagsskole for et "overgreb på børn", og skrev, at han mente det burde komme til en folkeafstemning. Han opfordrede politikerne til at tænkte sig om en ekstra gang, og at børnene blot skulle forlade skolen, når de ikke kunne rumme mere, såfremt at heldagsskolen blev vedtaget.
 Heldagsskolen vil traumatisere en hel generation af børn, lige indtil man finder ud af, hvor skadelig den er, og genindfører den gamle struktur

 — Jakob Stegelmann, Politiken, den 30. april 2013

## Privatliv
Stegelmann bor i et hus i Virum og har en grå Citroën. På trods af, at han som anmelder får både film, bøger og spil til at anmelde, som en del af sit arbejde, køber Stegelmann også selv disse ting, særligt film, tegneserier, bøger og spil rettet mod et voksent publikum, da disse ikke kan indgå i Troldspejlet. I sit hjem har han et lokale på omkring 30 m2 til sin samling.
Han blev gift med journalisten Ursula Taylor i 2002, og blev samtidig stedfar til to piger fra 1991 og 1996. I 2002 fik Taylor og Stegelman en søn sammen.
Han har desuden en lillesøster.

## Filmografi
| År        | Titel                                                        | Rolle/opgave                      | Noter      |
| --------- | ------------------------------------------------------------ | --------------------------------- | ---------- |
| 1980-1991 | Så er der tegnefilm                                          | Producer                          |            |
| 1986      | Valhalla                                                     | Produktionsleder                  |            |
| 1989-nu   | Troldspejlet                                                 | Vært                              |            |
| 1996-1997 | Gotha - kult, kitsch og b-film                               | Vært                              |            |
| 2001      | Jul i Hjemmeværnet                                           | Oplæser af resumé                 | Episode 8  |
| 2005-2006 | Planet X                                                     | Vært                              |            |
| 2009-2010 | Fjernsyn fra da far var dreng                                | Vært                              |            |
| 2010      | Toy Story 3                                                  | Lægger stemme til trold i en æske |            |
| 2011      | Den gamle biograf                                            | Vært                              |            |
| 2012      | Vilde Rolf                                                   | Lægger stemme til Hr. Litwak      |            |
| 2013      | Ultra live gamer-dag                                         | Vært                              | Tv special |
| 2013      | Kvit eller dobbelt                                           | Ekspert/dommer                    |            |
| 2013-2014 | Så er der tegnefilm                                          | Vært                              |            |
| 2014      | 101 ting jeg ville ønske jeg havde vidst da jeg var teenager | Vært                              |            |
| 2015      | TV-Quizzen                                                   | Vært                              |            |
| 2018      | Spider-Man: Into the Spider-Verse                            | Lægger stemme til Stan Lee        |            |